# UFC Fight Night: Оверим vs. Олейник
UFC Fight Night: Overeem vs. Oleinik (также UFC Fight Night 149 или UFC on ESPN+ 7) — турнир по смешанным единоборствам, проведённый организацией Ultimate Fighting Championship 20 апреля 2019 года в спорткомплексе «Юбилейный» в Санкт-Петербурге, Россия.

## Предыстория
Турнир позиционировался как первый в Санкт-Петербурге и второй на территории России, после состоявшегося в сентябре 2018 года UFC Fight Night: Хант — Олейник.
По изначальной задумке организаторов в главном бою вечера должны были встретиться россиянин Александр Волков, бывший чемпион Bellator в тяжёлом весе, и представитель Нидерландов Алистар Оверим, бывший чемпион Strikeforce в тяжёлом весе. Тем не менее, через какое-то время Волков снялся с турнира из-за проблем со здоровьем и был заменён другим российским бойцом Алексеем Олейником.
На турнир был заявлен Эмиль Вебер Меэк, который должен был драться с Султаном Алиевым, однако в конечном счёте он отказался от выступления по неизвестным причинам, и его заменил Кэйта Накамура.
Соперником Гаджимурада Антигулова изначально являлся Роман Долидзе, позже его заменили Михалом Олексейчуком.
Здесь должен был дебютировать новичок организации Роман Копылов, в соперники которому дали Кшиштофа Йотко. В итоге Копылов отказался от участия в турнире, сославшись на травму, а Йотко получил в оппоненты Алена Амедовского.
В карде турнира значился бой между Муином Гафуровым и Мовсаром Евлоевым, однако 24 марта выяснилось, что контракт Гафурова с его бывшим промоушеном ONE Championship до сих пор не закрыт, и контракт с UFC в связи с этим был аннулирован. Новым соперником Евлоева стал Чхве Сын У.
Абдулкерим Эдилов должен был выйти в клетку против Девина Кларка, но снялся с турнира при невыясненных обстоятельствах и 25 марта был заменён Иваном Штырковым. Тем не менее, бою так и не суждено было состояться, поскольку буквально за день до начала турнира Штырков отказался от участия, сославшись на проблемы со здоровьем.
Также в начале апреля с турнира снялся Теэму Паккален, который должен был драться с Александром Яковлевым. Его заменил новичок организации Алекс да Силва Куэлью.

## Результаты
| Категория                   |                    |      |                       | Способ                                      | Раунд | Время | Примечание |
| Основные бои (ESPN+)        |                    |      |                       |                                             |       |       |            |
| Тяжёлый вес                 | Алистар Оверим     | поб. | Алексей Олейник       | TKO (удары коленями и руками)               | 1     | 4:45  |            |
| Лёгкий вес                  | Ислам Махачев      | поб. | Арман Царукян         | Единогласное решение (30–27, 30–27, 29–28)  | 3     | 5:00  |            |
| Тяжёлый вес                 | Сергей Павлович    | поб. | Марселу Голм          | KO (удары руками)                           | 1     | 1:06  |            |
| Женский наилегчайший вес    | Роксанн Модаффери  | поб. | Антонина Шевченко     | Раздельное решение (29–28, 28–29, 29–28)    | 3     | 5:00  |            |
| Средний вес                 | Кшиштоф Йотко      | поб. | Ален Амедовский       | Единогласное решение (30–25, 30–26, 30–26)  | 3     | 5:00  |            |
| Предварительные бои (ESPN2) |                    |      |                       |                                             |       |       |            |
| Легчайший вес               | Мовсар Евлоев      | поб. | Чхве Сын У            | Единогласное решение (29–27, 29–27, 29–26)  | 3     | 5:00  | [ 17 ]     |
| Полусредний вес             | Султан Алиев       | поб. | Кэйта Накамура        | Единогласное решение (30–27, 30–27, 30–27)  | 3     | 5:00  |            |
| Лёгкий вес                  | Александр Яковлев  | поб. | Алекс да Силва Коэлью | Сдача (гильотина)                           | 2     | 3:10  |            |
| Тяжёлый вес                 | Шамиль Абдурахимов | поб. | Марчин Тыбура         | TKO (удары руками)                          | 2     | 3:15  |            |
| Полутяжёлый вес             | Михал Олексейчук   | поб. | Гаджимурад Антигулов  | KO (удары руками)                           | 1     | 0:44  |            |
| Лёгкий вес                  | Магомед Мустафаев  | поб. | Рафаэль Физиев        | TKO (удар ногой с разворота и удары руками) | 1     | 1:26  |            |

## Награды
Следующие бойцы были удостоены денежного бонуса в $50,000:
- Бой вечера: Ислам Махачев — Арман Царукян
- Выступление вечера: Сергей Павлович и Магомед Мустафаев